# Лепелстрат
Лепелстрат (нід. Lepelstraat) — село в нідерландській провінції Північний Брабант. Входить до муніципалітету Берген-оп-Зом.
Його площа становить 11,18 км², а населення станом на 2021 рік складало 1 925 осіб.